# Thales Gabriel
Thales Gabriel Fonseca (Cruzeiro, 12 de março de 1986) é um advogado e político brasileiro filiado ao PSD. É ex-prefeito da cidade paulista de Cruzeiro, cargo que ocupou entre 2017 e 2025.

## Biografia
Thales Gabriel da Fonseca é natural da cidade de Cruzeiro, Estado de São Paulo, nascido em 12 de março de 1986. É advogado especializado na área cível e empresarial.
Iniciou na vida pública ao ser eleito vereador de Cruzeiro nas Eleições Municipais de 2012 pelo partido PCdoB, com 948 votos.O então vereador atuou particularmente em projetos na área social, saúde e da de serviços públicos, além daqueles visando a recuperação econômica do município no contexto da crise econômica de 2014 no país quando, por exemplo, foi o autor do Projeto de Lei Municipal nº 1373 de 2015, que criou o Programa Municipal de Apoio ao Desenvolvimento Econômico com critérios para a concessão de incentivos fiscais e outros benefícios a empresas que se instalem no município, tendo sido aprovado por unanimidade pela Câmara Municipal naquele ano. Thales também foi um dos vereadores que votaram pela cassação da então prefeita da cidade, Ana Karin (PL).
Em 2016, filiou-se no partido Solidariedade e foi eleito prefeito daquela cidade, com votação recorde de 17.211 votos (43,92% dos votos válidos) contra 6.105 votos (15,58%) do candidato segundo colocado, Sérgio Antônio (PRB). Thales foi considerado o político mais jovem eleito da história do município.
O então prefeito de Cruzeiro assumiu a gestão do município diante de um quadro de crise fiscal, além da crise econômica que o país passava na época, sendo que a cidade sofria principalmente com demissões nas industrias e fechamento de firmas.
Na sua primeira gestão o prefeito enfrentou a crise fiscal e buscou a recuperação da economia do município, que na época era listada entre as cidades que mais houve demissões em todo o país.Entre as medidas adotadas de ajuste fiscal, estava o aumento de impostos e taxas municipais, em alguns casos dobrando o valor cobrado de IPTU; fusão ou extinção de secretarias e pastas municipais; demissão de servidores municipais comissionados; realização de auditoria nas dívidas do município; renegociações contratuais com fornecedores; parcelamento de salário atrasados de servidores; aplicação de intervenção municipal na Santa Casa de Misericórdia de Cruzeiro; além da busca de recursos com o governo estadual e o governo federal.
Apesar da crise nas finanças públicas do município, a prefeitura buscou a manutenção de serviços públicos municipais essenciais, como a coleta de lixo, limpeza urbana, iluminação pública, entre outros, além do atendimento às demandas da área social.
Nas eleições de 2020 Thales Gabriel foi reeleito com 26.597 votos, o equivalente a 71,53% dos votos válidos.